# Таганцевы
Таганцевы — купеческий и дворянский род.
Потомство Николая Степановича Таганцева (1843—1923) — известного русского юриста, криминалиста, государственного деятеля.
Николай Степанович был женат дважды: на Зинаиде Александровне Кадьян (1850—1882), а после её смерти на её младшей сестре Евгении Александровне Кадьян. Дети от первого брака: Надежда (1871—1942), Николай (1873—1946). Дети от второго брака: Зинаида (1884—1946), Владимир (1889—1921).
Определением Правительствующего Сената 14 Мая 1890 года утверждено постановление Санкт-Петербургского Дворянского Депутатского Собрания 5 Октября 1889 года о внесении Сенатора, Тайного Советника Николая Степанова Таганцева, с женою его Евгениею Александровою и детьми: Николаем, Надеждою и Зинаидою, в третью часть дворянской родословной книги, по личным его заслугам.

## Описание герба
В лазуревом щите серебряная открытая книга, над которою золотая о шести лучах звезда.
На щите дворянский коронованный шлем. Нашлемник: два ликторских пука, прутья натурального цвета с обвитыми вокруг них черными ремнями, а топоры серебряные; между ними три золотых хлебных колоса с таковыми же листьями. Намёт на щите лазуревый с серебром. Девиз: «Трудом счастлив», серебряными буквами на лазуревой ленте.